# Paranchialina angusta
Paranchialina angusta är en kräftdjursart som först beskrevs av Georg Ossian Sars 1884.  Paranchialina angusta ingår i släktet Paranchialina och familjen Mysidae. Inga underarter finns listade i Catalogue of Life.